# Камен-Врых
Камен-Врых (болг. Камен връх) — село в Болгарии. Находится в Ямболской области, входит в общину Болярово. Население составляет 36 человек.

## Политическая ситуация
Камен-Врых подчиняется непосредственно общине и не имеет своего кмета.
Кмет (мэр) общины Болярово — Христо Димитров Христов (Болгарская социалистическая партия (БСП)) по результатам выборов в правление общины.